# Rio Bloju
O Rio Bloju é um rio da Romênia afluente do Rio Şes, localizado no distrito de Caraş-Severin.